# Суперкубок Ірландії з футболу 1998
Суперкубок Ірландії з футболу 1998 — 1-й розіграш турніру. Переможцем став Шемрок Роверс.

## Учасники
- Чемпіонат Ірландії:
  - Чемпіон: Сент-Патрікс Атлетік (учасник Ліги чемпіонів УЄФА 1998—1999)
  - Срібний призер: Шелбурн (учасник Кубка УЄФА 1998—1999)
  - Бронзовий призер: Корк Сіті (учасник Кубка кубків 1998—1999)
  - 4-е місце: Шемрок Роверс (учасник Кубка Інтертото 1998)

## Півфінали
| Команда 1     | Рахунок      | Команда 2            |
| ------------- | ------------ | -------------------- |
| 1 липня 1998  |              |                      |
| Шемрок Роверс | 2:1          | Корк Сіті            |
| 2 липня 1998  |              |                      |
| Шелбурн       | 0:0 пен. 4:5 | Сент-Патрікс Атлетік |

## Матч за третє місце
| Команда 1    | Рахунок      | Команда 2 |
| ------------ | ------------ | --------- |
| 5 липня 1998 |              |           |
| Шелбурн      | 1:1 пен. 1:4 | Корк Сіті |

## Фінал
| Команда 1     | Рахунок | Команда 2            |
| ------------- | ------- | -------------------- |
| 5 липня 1998  |         |                      |
| Шемрок Роверс | 2:0     | Сент-Патрікс Атлетік |